# Davidius chaoi
Davidius chaoi är en trollsländeart som beskrevs av Cao och Zheng 1988. Davidius chaoi ingår i släktet Davidius och familjen flodtrollsländor. IUCN kategoriserar arten globalt som otillräckligt studerad. Inga underarter finns listade i Catalogue of Life.